# Xã Lincoln, Quận Ogle, Illinois
Xã Lincoln (tiếng Anh: Lincoln Township) là một xã thuộc quận Ogle, tiểu bang Illinois, Hoa Kỳ. Năm 2010, dân số của xã này là 481 người.